# Djillali Ben Brahim
Djillali Ben Brahim (en arabe : دجيلالي بن براهيم), né le 1er juin 1953 à Dellys et mort le 28 juin 2021,, est un judoka algérien. 

## Carrière
Djillali Ben Brahim est médaillé d'or dans la catégorie des moins de 71 kg aux Jeux africains de 1978 à Alger.
Il participe au tournoi des moins de 71 kg des Jeux olympiques d'été de 1980 à Moscou ; il est éliminé edès le premier tour par le Nord-Coréen Kim Byong-gun.
Il est médaillé d'argent par équipes aux Championnats d'Afrique de judo 1983 à Dakar.